# Mi gran noche
Pour plus de détails, voir Fiche technique et Distribution.
Mi gran noche est un film espagnol réalisé par Álex de la Iglesia, sorti en 2015. Il est présenté hors-compétition au Festival international du film de Saint-Sébastien 2015.

## Synopsis
José (Pepón Nieto) est envoyé par l' agence d'intérim comme figurant dans un hangar de la banlieue de Madrid pour travailler sur l'enregistrement d'un gala spécial de la Saint-Sylvestre, à la mi-octobre. Des centaines de personnes comme lui ont été enfermées jour et nuit pendant une semaine et demie, désespérées en faisant semblant de rire, célébrant bêtement la fausse arrivée de la nouvelle année, encore et encore. Alphonso (Raphael), la star de la musique, est capable de tout pour s'assurer que sa performance aura le maximum d'audience. Adanne (Mario Casas), son antagoniste, un jeune chanteur latin, est harcelé par des fans qui veulent le faire chanter. Les animateurs de l'émission se détestent, se font concurrence pour gagner la confiance du producteur, qui se bat pour empêcher la fermeture du réseau. Mais ce que personne n'attend, c'est que la vie d'Alphonso soit en danger. Alors que les performances rient et applaudissent sans raison, notre protagoniste tombe amoureux de son camarade de table, Paloma (Blanca Suárez).

## Fiche technique
- Titre original : Mi gran noche
- Titre anglais : My Big Night
- Réalisation : Álex de la Iglesia
- Scénario : Álex de la Iglesia et Jorge Guerricaechevarría
- Pays d'origine : Espagne
- Format : couleur - 35 mm
- Genre : comédie
- Dates de sortie :
  - Canada : 11 septembre 2015 (Festival international du film de Toronto)
  - Espagne : 19 septembre 2015 (Festival international du film de Saint-Sébastien) ; 23 octobre 2015 (sortie nationale)
  - Belgique : 10 avril 2016 (Festival international du film fantastique de Bruxelles)
  - Suisse : 6 juillet 2016 (Festival international du film fantastique de Neuchâtel 2016)
  - France : 15 octobre 2016 (Festival international du film de La Roche-sur-Yon)[1]

## Distribution
- Pepón Nieto : José
- Mario Casas : Adanne
- Blanca Suárez : Paloma
- Santiago Segura : Benítez
- Hugo Silva : Roberto
- Carolina Bang : Cristina
- Antonio Velázquez : Antonio
- Carlos Areces : Yuri
- Luis Fernández (es) : Jossua
- Carmen Machi : Rosa
- Carmen Ruiz : Amparo
- Raphael : Alphonso
- Enrique Villén : Soriano
- Luis Callejo : Regidor
- Tomás Pozzi : Perotti
- Ana María Polvorosa : Yanire
- Terele Pávez : Dolores